# Labeur
Labeur was een vereniging van beeldende kunstenaars die actief was in Brussel tijdens de jaren 1898-1907.
De vereniging werd gesticht in 1898 door enkele kunstenaars die afkomstig waren uit de groep La Patte de Dindon. Hun hoofddoel was het inrichten van een jaarlijkse groepstentoonstelling met werk van leden. Daarvoor konden ze, zoals enkele andere Brusselse kunstenaarsverenigingen, een beroep doen op enkele lokalen van het Museum voor Moderne Kunst (Musée Moderne) in Brussel. Uit het nogal gevarieerd gezelschap blijkt dat Labeur niet echt een welomlijnd programma had. In deze kunstkring beoefende men niet enkel de schilderkunst, maar eveneens de beeldhouwkunst en muziek. Er werden tevens concerten en lezingen georganiseerd.
Aan deze kunstkring was het vrij atelier "L'Effort" verbonden. 
Hun werken waren in het begin eerder traditioneel, maar de strekking van de groep evolueerde naar een progressievere richting. Uit deze groep kwamen ook later de Brabantse fauvisten voor.
- 1ste Salon : september 1898
- 2de Salon : 1899
- 3de Salon : 1900
- 4de Salon : 1901
- 5de Salon : 1902 : Musée Moderne, Brussel
- 6de Salon : oktober 1903, Musée Moderne, Brussel
- 7de Salon : oktober 1904, Musée Moderne, Brussel

## Leden
De meeste leden waren Brusselaars, met als leidende figuur Auguste Oleffe.
Richard Baseleer, Alfred Bastien, Joseph Baudrenghien, Ernst J. Bäumer, Henri Binard, Louis-Gustave Cambier, André Collin, Albéric Coppieters, Adhémar Cosyns, Antoine Daens, René de Baugnies, Jules De Bruycker, Alfred Delaunois, Léandre Grandmoulin, Victor Hageman, Jules Herbays, Benoni Lagye, Camille Lambert, L. Ledent, Louis Ludwig, Jacques Madiol jr., Marten Melsen, Jules Merckaert, Maurice Nykerk, Auguste Oleffe, een kunstenaar die werkte onder de schuilnaam “Orpheus”, Henri Ottmann, Willem Paerels, J. Potvin, Armand Rassenfosse, Alexandre Robinson, Ferdinand Schirren, Pierre Scoupreman, A. Seghers, Paul Stievenart, Louis Thevenet, vaak ten onrechte Thévenet genoemd, Henri Thomas, Emile Thysebaert, Médard Tytgat, Walter Vaes, Hubert Vandenbossche, Léon Vandenhouten, André Vanderstraeten, Eugeen Van Mieghem, Georges Van Zevenberghen, Carl-F. Werlemann en Adolf Wolff.
Secretaris was Sander Pierron.